# تشارلز جلاستيتر
تشارلز جلاستيتر (مواليد 1897) هو مبارز بالسيف سويسري، مثّل بلاده في الألعاب الأولمبية الصيفية 1936.

## روابط خارجية
تشارلز جلاستيتر على موقع أوليمبيديا (الإنجليزية)